# Uniforme de l'oficialitat de l'Armada

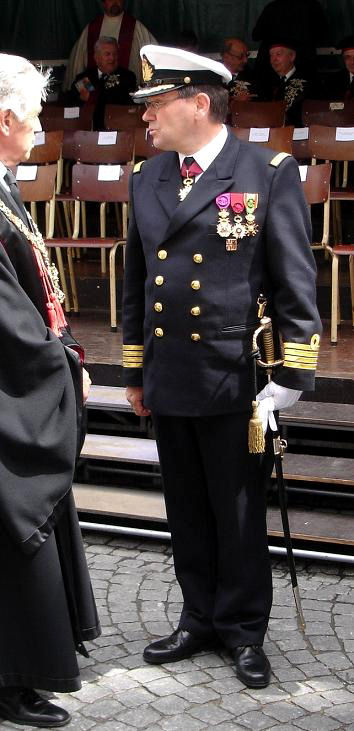
Oficial de l'Armada belga en uniforme d'hivern

L'uniforme de l'oficialitat de l'Armada acostuma de seguir el mateix patró més o menys arreu des de mitjan segle XIX: és blanc a l'estiu i blau marí a l'hivern, i consta de:
- gorra de plat;
- jaqueta creuada i amb doble fila de botons, generalment daurats, sovint en combinació amb camisa blanca i corbata negra;
- pantalons de vestir, llargs i rectes;
- sabates.

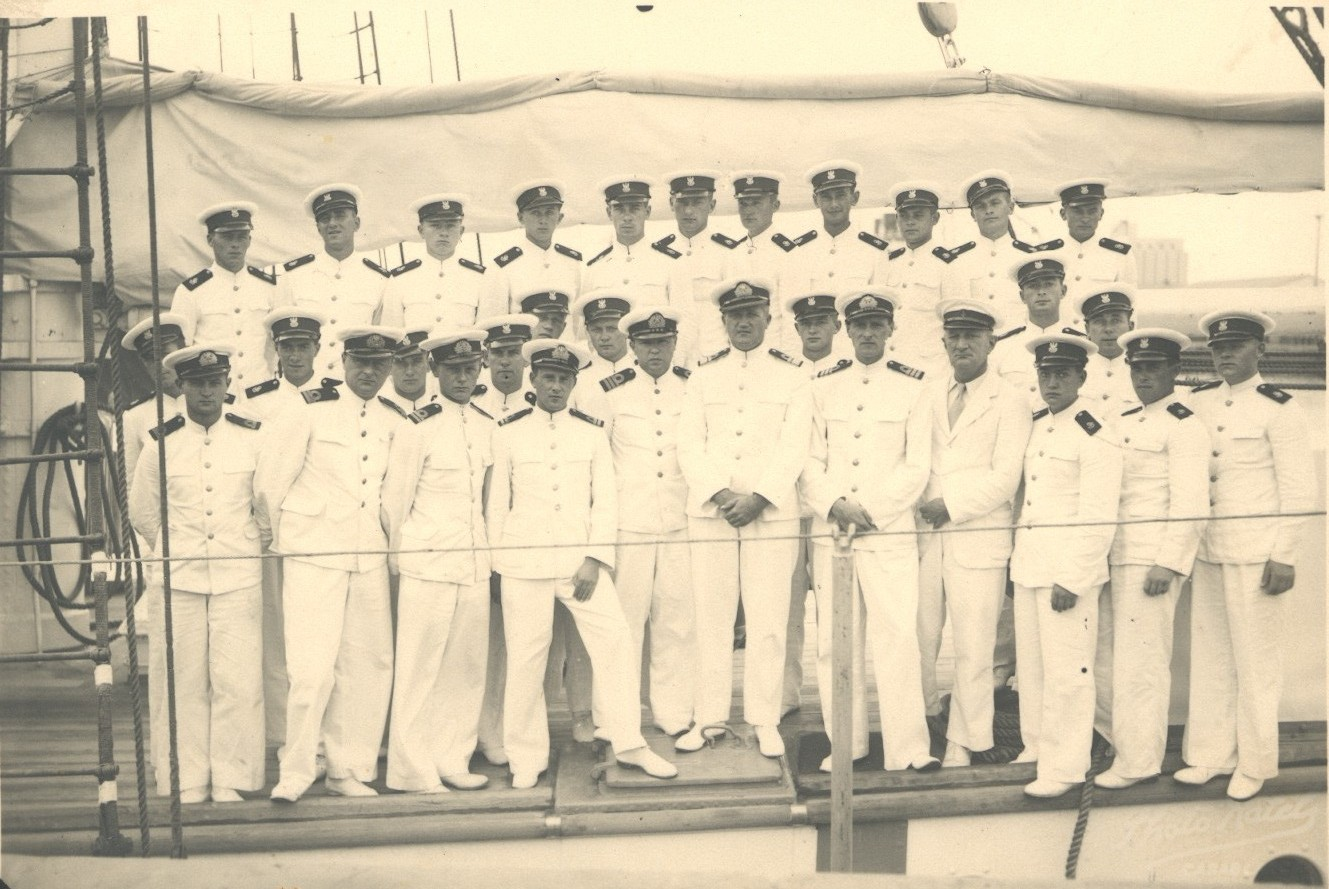
Oficialitat de l'Armada polonesa en uniforme d'estiu (1937)

Si bé en termes generals pot dir-se que l'uniforme blanc és d'estiu i el blau marí d'hivern, la regulació varia molt en cada cas concret, i la tria de l'un o l'altre pot deure's, per exemple, a la mena d'acte a què s'assisteix, o a l'hora del dia.
És, sobretot, de l'Armada que prové la consagració de la gorra de plat com a lligadura característica d'oficial: ja s'havia generalitzat amb aquest ús a la majoria d'armades entorn de 1860, en un moment que, pel que fa als exèrcits, només era habitual en les oficialitats russa i prussiana. Com en el cas del casquet mariner, es poden usar gorres de plat diferents, segons color i estació, o bé una de sola (per exemple, blanca) que, quan cal, es duu amb funda de l'altre color (blau marí, per exemple). Amb tot, avui dia sembla dominar la tendència a dur la gorra blanca amb tots dos uniformes.
La típica jaqueta d'oficial de l'Armada constitueix el model en què es basa el blazer civil. És, doncs, l'equivalent naval de la guerrera d'oficial de l'exèrcit i de la força aèria. La versió d'estiu sovint és recta en comptes de creuada, i no és rar que dugui coll dret. A l'estiu també s'admet d'anar en mànigues de camisa (essent les mànigues curtes).

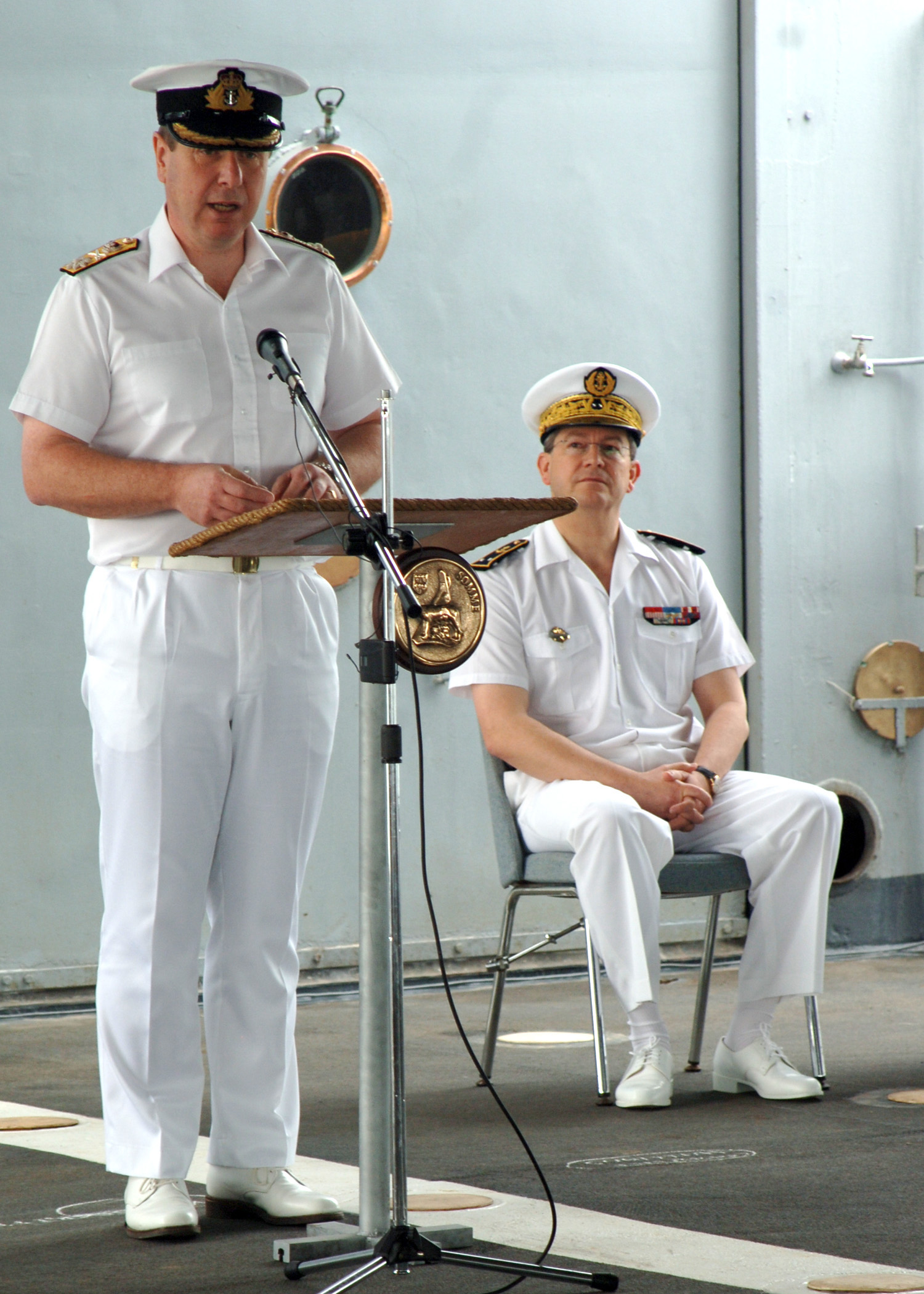
Alts oficials de l'Armada britànica en uniforme de ple estiu

Al segle xix era prou habitual combinar la jaqueta blava amb els pantalons blancs. Aquest ús ha anat rarificant-se durant el segle xx.
La peça d'abrigar més característica que hom duu amb aquest uniforme és el tabard, propi igualment de la marineria.
Pel que fa al calçat, el més habitual és dur sabates negres amb l'uniforme blau marí, i blanques amb el blanc.
Elements igualment característics de la uniformitat d'oficial naval són el disseny de les divises i la manera de portar-les. Generalment les divises de l'Armada es duen a les espatlles i als punys. En el cas de les espatlles, es col·loquen sobre pales rígides i separables, en comptes de muscleres toves i fixes; les pales de l'Armada són sempre de color blau marí, fins i tot amb l'uniforme blanc. Les divises en qüestió generalment són galons amb terminació en nus (anglès loop, espanyol coca, francès boucle, italià giro di bitta, romanès inel, etc.), element inèdit a les altres branques de les forces armades.
Aquest tipus d'uniforme (divises i pales incloses) prové de l'Armada britànica, al si de la qual sorgí com a culminació d'un procés prou llarg. Fins al 1748 no s'implantà la uniformitat entre l'oficialitat de l'Armada britànica; passà a usar-se un uniforme que no diferia gaire del de l'oficialitat de l'exèrcit, és a dir, a base de tricorn, casaca i calçons amb sabates. Quan el bicorn substituí el tricorn, entorn de 1780, la nova lligadura fou especialment popular i duradora entre els oficials de les armades, que acostumaven de dur-la de través. La casaca d'oficial naval britànic, inicialment roja com a l'exèrcit, passaria més tard al blau marí. El 1825 la casaca i els calçons tradicionals són substituïts per jaqueta i pantalons, peces en què es juga amb el blau marí i el blanc, ja consagrats com a colors mariners per excel·lència. El 1833, amb l'adopció de la gorra de plat, acaba de perfilar-se al Regne Unit la indumentària d'oficial de l'Armada que esdevindrà clàssica arreu. En efecte: com que, de feia segles, l'Armada britànica era la més potent del món i, en conseqüència, constituïa el model a imitar per totes les altres (també uniformològicament), aquest uniforme fou imitat celèricament per l'oficialitat de pràcticament totes les altres armades, i, amb canvis de detall segons els períodes i d'Estat en Estat, continua vigent avui.
Amb l'admissió de les dones a les forces armades s'ha desenvolupat una versió femenina de l'uniforme que ens ocupa, en què, a banda d'ajustos estilístics per a acomodar-se a les diferències morfològiques consabudes, generalment els pantalons se substitueixen per faldilles i la gorra de plat per un barret del mateix tipus que el dut per les oficials de l'exèrcit (però, evidentment, en blanc o en blau marí).
Per descomptat, els oficials de l'Armada compten amb altres models d'uniforme. D'una banda, una versió encara més elegant per a gala, a voltes amb jaqueta curta. D'altra banda, uniformes de feineig, de campanya en terra, etc., que, com passa en la marineria, avui dia acostumen a reproduir l'estil dels equivalents de l'exèrcit.
Els oficials d'infanteria naval, normalment enquadrats a l'Armada, acostumen de tenir uniformes d'estil naval per a gala i similars als de l'exèrcit per cada dia i campanya.
És habitual que els oficials de la marina mercant duguin uniformes inspirats en els de l'Armada corresponent, segons regulació estatal.